# 궈원차오
궈원차오(중국어: 郭闻潮, 병음: Guo Wenchao, 한자음: 곽문조, 1989년 7월 20일 ~ )는 중화인민공화국의 바둑 기사이다. 랴오닝성 선양시 출신으로 중국기원 소속의 5단이다.

## 경력
랴오닝성 선양시에서 태어나 2002년 프로 바둑에 입단했다. 2004년과 2006년에 2단과 3단으로 각각 승단했다. 2008년 전국바둑개인전 남자 을조에서 준우승을 차지했고, 2009년 5단으로 승단했다. 2009년과 2012년, 2013년, 2015년, 2016년 갑조리그에 항주팀으로 참가했다. 2011년 제16회 삼성화재배 월드 바둑마스터스 대회 본선에 진출하여 강동윤에게 패한 뒤, 패자 조에서 쑹룽후이와 강동윤을 연속으로 이겨 16강에 올랐지만 박영훈에게 패해 탈락했다. 2013년 제1회 몽백합배 세계 바둑 오픈전 본선에 진출하여 장웨이와 마오루이룽을 누르고 16강에 진출했지만 저우루이양에게 져서 탈락했다.